# Narsingh Balwantsingh
Narsingh Balwantsingh (Rotterdam, 27 september 1975) is een Nederlands presentator, programmamaker en theatermaker. 

## Radio en Televisie
Balwantsingh is sinds 1998 verbonden aan de Organisatie Hindoe Media (OHM). Eerst als radiomaker en later als televisiemaker heeft Balwantsingh bijgedragen aan de totstandkoming van OHM's multimediale jongerenplatform Ch@tney.nl. Van 2002 tot januari 2011 was Balwantsingh een van de gezichten van het televisieprogramma Chatney.nl.
Vanaf 2005 tot 2008 maakt Balwantsingh radioprogramma's voor Funx.
Vanaf mei 2011 tot 2015 is Balwantsingh ook werkzaam voor RTV Rijnmond waar hij het wekelijkse televisieprogramma "WEG" presenteert.
In 2015 gaat Balwantsingh werken voor de NTR en maakt en presenteert de series 100% Hindoe?, Nooit te laat, Verlossing in Varanasi, De Reis van de Indiërs, Brieven aan de Achterblijvers en Iedereen Verlicht.

## Film en theater
Als acteur was Balwantsingh te zien in enkele gastrollen in Nederlandse series. In de korte film Over rozen (2004) van Remy van Heugten speelde hij de hoofdrol; de film won de Tuschinski Film Award, de AVRO Nassenstijn Award en werd genomineerd voor de International Student Academy Awards.
In 2008 komt de eerste internationale bhojpuri film Saiyan Chitchor uit, waarin Balwantsingh zijn Indiase debuut maakt.
Begin 2010 ging de avondvullende solo theatervoorstelling " Trots op Rotiland" van Narsingh in première. "Trots op Rotiland" is het cabaretdebuut van Balwantsingh. Na drie seizoenen door Nederland getoerd te hebben sloot Balwantsingh zijn toer af in Paramaribo, Suriname. In januari 2013 begint Balwantsingh de try-outs van zijn nieuwe voorstelling "Smatjes & Matties". In 2017 maakte en speelde Balwantsingh “Op klompen naar Calcutta”.
In 2023 speelde Balwantsingh “150 Ek Sau Pachaas”, een muzikale voorstelling over de komst van Indiase contractarbeiders naar Suriname na afschaffing van de slavernij.

## Politiek
In 2018 werd Balwantsingh namens de PvdA gekozen als raadslid van de gemeente Rotterdam. Dankzij Balwantsingh ging een lang gekoesterde wens van de Hindoe gemeenschap in vervulling, de Gemeenteraad stemde in met zijn voorstel een plek aan de oever van de Maas toe te wijzen en te ontwikkelen waar de laatste uitvaartrituelen en as verstrooiingen plaats kunnen vinden. In 2022 werd hij voor een tweede termijn gekozen dankzij voorkeursstemmen. In januari 2023 stapte hij echter weer op. Uit een onderzoek van de communistische jongerenbeweging Revolutionaire Eenheid naar vastgoedbezit van Rotterdamse Raadsleden was gebleken dat Balwantsingh 23 panden in zijn bezit heeft waarvan een van de panden in het nieuws was geweest vanwege de slechte staat waarin het verkeerde. Vanwege de ophef stapte Balwantsingh op. Aanvankelijk werd Balwantsingh verdedigd door zijn fractievoorzitter Richard Moti, totdat deze ontdekte dat er voor een van de panden een huurderscommissiezaak liep. Moti voelde zich 'bedonderd' door Balwantsingh. Volgens Balwantsingh wist Moti eerder over de huurderscommissiezaak maar greep hij dit nu aan om afstand te creëren tussen Balwantsingh en de partij. 
- Nederlandse Thesaurus van Auteursnamen: 307927091
- Virtual International Authority File: 280031874